# Enel
Enel (originalmente, ENEL, acrónimo de Ente nazionale per l'energia elettrica) es una empresa multinacional productora y distribuidora de energía eléctrica y de gas. Fue fundada como un ente público italiano el 27 de noviembre de 1962; sin embargo, en 1992, fue transformada en sociedad por acciones y en 1999, después de la liberalización del mercado de la energía eléctrica, fue privatizada. El Estado italiano, a través del Ministerio de Economía y Finanzas, aún se mantiene como el principal accionista y en diciembre de 2024 poseía el 23,6% del capital social. Está cotizada en la Bolsa de Milán. Cuenta con 60.359 empleados.

## Historia

### 1898–1962: hacia una política nacional de la energía eléctrica

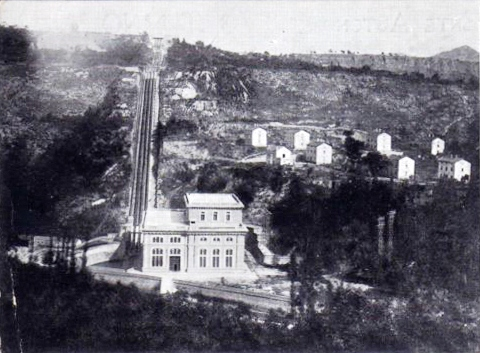
La central hidroeléctrica de Rocchetta a Volturno

La producción de energía eléctrica en 1898 equivalía a 100 millones de kilovatio hora y llegó a más de 56 mil millones en 1960. La mayoría de la generación de energía eléctrica ha explotado las características del territorio, es decir los recursos hidrogeológicos, con la labor de más de 1200 empresas privadas locales o regionales o vinculadas a sujetos industriales.
El estado ha subvencionado la construcción de centrales eléctricas y de las conexiones territoriales para incrementar la generación de energía eléctrica. En el ámbito de la distribución el estado intervino en 1961 y unificó las tarifas a nivel nacional por iguales clases de consumo (a través de "la cassa conguaglio per il settore elettrico") e impuso que las empresas eléctricas conectaran a quienquiera que se lo pidiese.
En 1962 fue instituido el "Ente per l'energia elettrica" con el objetivo de volver la energía eléctrica una herramienta de desarrollo del país y de establecer una política nacional de la energía eléctrica, también sobre la base de las experiencias de otros países como Francia y Gran Bretaña.

### 1962: institución del Ente para la energía eléctrica

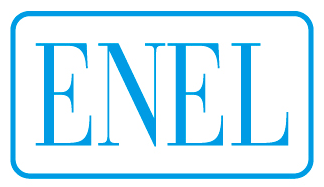
Logo de Enel (1963–1982)

A principios de 1962 el Gobierno Fanfani IV recibió la confianza por el parlamento italiano y se comprometió en una propuesta de unificación del sistema eléctrico dentro de 3 meses de la confianza. En la sesión de la Cámara de Diputados del 26 de junio de 1962 fue presentado el proyecto de ley que estableció los principios y modalidades para la institución del "Ente nacional para la energía eléctrica" ("E.N.E.L.").
Enel consiguió todas las actividades de las empresas que operaban en la producción, transformación, transmisión y distribución de energía eléctrica, con la excepción de los autoproductores, es decir empresas que producían más del 70% de energía eléctrica en función de otros procesos productivos (en las que sucesivamente se equipararon también las empresas municipalizadas), o bien las pequeñas empresas que no producían más de 10 millones de kilovatio hora por año.
Para compensar esas incorporaciones, se definieron las modalidades de valutación del valor de las empresas y se instituyó un indemnizo que corresponderle en 10 años a los creditores con una tasa de interés del 5,5%. El 1962 se consideró un año de transición, en el que todos los cargos y ganancias de las empresas incorporadas se transfirieron a Enel, mientras que el 1963 marca el primer año de ejercicio de la empresa.
Las primeras incorporaciones interesaron las siguientes empresas:
- SIP (Piamonte)[62]
- Edison Volta (Lombardía)[63]
- SADE (Véneto)[64][65]
- SEEE (Emilia)
- SELT-Valdarno (Toscana)
- SRE (Lacio)
- SME (Campania)
- SGES (Sicilia)
- Carbosarda (Cerdeña)

### 1963–1970: modernización y desarrollo de la red
Los primeros objetivos de Enel fueron la modernización y el desarrollo de la red eléctrica con la construcción de las dorsales de alta tensión eléctrica], las conexiones internacionales y con las islas, la electrificación de las zonas rurales y la realización del centro nacional de suministro de la red eléctrica. Esas actividades las financió también la emisión, en 1965, de bonos garantizados por el estado, con un valor de más de 200 mil millones de liras italianas. En 1967 la supervisión de Enel pasó del Comité de los Ministros al comité interministeria para la programación económica (CIPE) siempre de acuerdo con el Ministerio de Industria. Además, en ese período la producción termoeléctrica superó por primera vez la hidroeléctrica.

#### Centro nacional de suministro
En 1963 se hizo el Centro nacional de suministro en Roma con el fin de gestionar los flujos de energía en la red coordinando las instalaciones de producción, la red de transmisión, la distribución y además la interconexión del sistema eléctrico no con el extranjero, y regularizando instante por instante la producción y la transmisión de energía a partir de la efectiva necesidad.

#### Electrificación rural
En el ámbito de la electrificación rural los centros habitados no conectados con la red eléctrica pasaron del 1,27% de 1960 al 0,46% de 1964, con más de 320.000 nuevos habitantes enlazados. En el quinquenio 1966-1970 se empezaron nuevas inversiones para la electrificación rural, a costa por el 80% del estado y por el 20% de Enel, junto de tarifas facilitadas como estímulo al desarrollo agrícolo.

#### Red de alta tensión y conexiones con las islas
En 1968 empezaron las obras (que terminaron en la primera mitad de los años '70) de realización de la línea de 380 Kv de conexión entre Florencia y Roma, que unió el sistema eléctrico de alta tensión del Norte con el del Centro Sur. Se realizaron además las conexiones internacionales de alta tensión con Francia (línea de 380 kV Venaus-Villarodin, 1969) y con Suiza.
En los mismos años se activaron las conexiones eléctricas con el uso de cables submarinos entre la península y la Isla de Elba (1966), la de Isquia (1967) y Cerdeña, a través de Córcega (1967).

#### La tragedia de la presa del Vajont
Enel estuvo implicada en el desastre de la presa del Vajont, cuando, el 9 de octubre de 1963, la presa del Vajont, explotada para producir energía hidroeléctrica, recibió en sus aguas un desmoronamiento de 260 millones de metros cúbicos. La instalación la realizó la SADE y el 14 de marzo de 1963 acababa de ser conferido a la recién nacida Enel en el ámbito del proceso de nacionalización. El impacto del desmoronamiento en el lago produjo unas olas, dentro y fuera del valle del Vajont, que lamieron los pueblos de Erto y Casso y que pasaron la presa, destruyendo los pueblos aguas abajo de Longarone, Pirago, Rivalta, Villanova y Faè. Ese desastre causó aproximadamente dos mil víctimas. Enel fue acusada en el proceso como sociedad responsable del desastre, con agravante de la previsibilidad del acontecimiento. En 1964, Montedison fue implicada en el proceso, por haber incorporado a SADE, empresa constructora de la instalación. Ambas sociedades fueron condenadas a resarcir los daños a las comunidades afectadas por la catástrofe.

### 1970–1980: crisis energética y búsqueda de nuevas fuentes

Publicidad Enel "Para un uso mejor y más económico de la energía" en los años de la crisis energética (1976-1977)

Los años '70 fueron caracterizados por una fuerte crisis energética que arrecó drásticas medidas de austeridad y condujo a la definición de un plan energético nacional que estableció como objetivo la construcción de nuevas centrales eléctricas y la búsqueda de nuevas fuentes energéticas.

#### La crisis energética
En 1975, después de la crisis petrolera y del plan de austeridad, con la definición del primer plan energético nacional (PEN), se decidió sustituir la dependencia de los hidrocarburos con el uso de otras fuentes energéticas, como las hidroeléctricas, geotérmicas, incremento del uso del carbón, el ciclo de los residuos, y en particular con el uso de la energía nuclear.

#### Nuevas instalaciones
A lo largo de la década se han realizato distintas instalaciones:
- A principios de los años '70 se emprendió la construcción de la central electronuclear Caorso, la primera grande central nuclear en  (840-860 MW), sucesivamente conectada a la red eléctrica en 1978 y puesta en marcha en 1981.[94][95][96][97][98]
- Entre 1972 y 1978 se realizó la central hidroeléctrica de Taloro, en provincia de Nuoro (Cerdeña).[99]
- En 1973 empezó a funcionar la central hidroeléctrica de San Fiorano (Lombardía).
- En 1977 se puso en marcha la central termoeléctrica Torre del Sale en Piombino (Toscana).[100]
- A finales de los años '70 se empezó la construcción de la central termoeléctrica de Porto Tolle cuya primera sección empezó a funcionar en 1980.[101][102]
- Entre 1971 y 1977 se puso en marcha la esperimentación de las instalaciones de transmisión de 1000 kV en Suvereto (Toscana).[103][104][105][106][107]
- Entre 1973 y 1977 se perforaron los pozos para la producción de energía geotérmica en Torre Alfina en provincia de Viterbo (Lacio).[108][109]
- En 1974 se completaron las obras de la dorsal eléctrica adriática de alta tensión.[110][111][112]

Se desempeñaron las obras de construcción de la presa del Alto Gesso, terminada en 1982, parte de la central hidroeléctrica Luigi Einaudi "Entracque".

### 1980–1990: bloqueo del nuclear
La década que va de 1980 a 1990 fue caracterizada por la realización de nuevas instalaciones, también experimentales con el uso de energías alternativas, y por una progresiva disminución de la dependencia del petróleo que pasó del 75,3% en 1973 a 58,5% en 1985.
En 1986 se registró el primer balance activo de Enel con 14.100.000.000 de liras italianas de beneficio.
Finalmente en 1987, después de lo sucedido en Černobyl, el referéndum sobre el nuclear que puso un punto final al uso de la energía nuclear, y decidió el cierre y el bloqueo de construcción de centrales nucleares y estableció un nuevo plan energético nacional.

#### Nuevas instalaciones y energías alternativas
Se realizaron las instalaciones siguientes:
- En 1983-84 se puso en marcha la central termoeléctrica de Fiumesanto (Cerdeña),[40][123][124]
- En 1984-85 empezó a funzionar la central de bombeo hidroeléctrico de Edolo (Lombardía), una entre las más grandes centrales eléctricas de este tipo en Europa,[125][126][127][128]
- En 1984 se puso en marcha la central termoeléctrica de Torrevaldaliga Nord (Lacio).[40][129][130]

#### En el ámbito de lasenergías alternativas
- En 1981 Enel fue la primera empresa en el mundo, con la subvención de la Comunidad Económica Europea, que realizó y conectó una central solar (la central Eurelios de Adrano en Sicilia) con la red eléctrica en vía experimental (la central fue cerrada en 1987),[94][131][132][133][134][135][136]
- En 1984 se puso en marcha la primera central fotovoltaica de Vulcano (Sicilia),[137][138][139][140][141][142][143][144][145][146]
- En 1984 se puso en marcha la primera central eólica en Alta Nurra (Cerdeña).[147][148][149][150][151][152]

Además en 1985 el centro nacional de suministro y de control de la red eléctrica fue gradualmente trasladado del centro de Roma a Settebagni e incluido en un contexto europeo de sincronización de la generación de energía eléctrica.

#### Referéndum, cierre de las centrales nucleares y nuevo plan energético nacional
Después del desastre de Černobyl' de 1987, fue convocado un referéndum con el que se decidió interrumpir los programas energéticos nucleares en relación a las centrales que existían o en construcción:
- La central electronuclear Caorso (Emilia-Romagna), inactiva de 1986 por recarga de combustible,[97] ya no volvió a ponerse en marcha y fue cerrada definitivamente en 1990,
- En 1987 la central electronuclear Enrico Fermi de Trino en Vercelli (Piamonte) fue desactivada, se anularon los programas de la segunda central y fue cerrada definitivamente en 1990,
- En 1988 se interrumpieron las obras empezadas en 1982 para la construcción de la central electronuclear Alto Lacio en Montalto di Castro. En 1989 la central fue convertida en central policombustible,
- En 1988 fue cerrada la central electronuclear de Latina (Lacio),
- La central electronuclear de Garigliano (Campania) ya había sido cerrada en 1978.

Sucesivamente en 1988 el nuevo Plan Energético Nacional (PEN) estableció como objetivos fundamentales el incremento de la eficiencia energética, la protección del ambiente, el aprovechamiento de los recursos nacionales, la diversificación de las fuentes de aprovisionamiento del extranjero y en general la competitividad del sistema productivo.

### 1990–2000: liberalizaciones y privatizaciones
Entre 1990 y 2000 se asistió a una progresiva liberalización del mercado de la energía eléctrica.
En 1991 con la ley n. 9 de enero de 1991, se asistió a una primera parcial liberalización de la producción de energía eléctrica procedente de fuentes convencionales y de fuentes renovables; se permitió a las empresas producir energía eléctrica para uso propio con la obligación de ceder las cantidades en exceso a Enel.
En julio de 1992 el Gobierno Amato I convirtió Enel en sociedad por acciones y el Ministerio del Tesoro era el único accionista.
En 1999, por el Decreto Bersani, empezó la liberalización del mercado eléctrico; la consecuencia fue una reordenación societaria de Enel con la separación de las actividades de producción, transmisión, distribución y venta de energiía, encargadas a tres distintas sociedades: Enel Produzione, Enel Distribuzione y Terna (la propiedad de Terna fu cedida completamente por Enel en 2005). Además se estableció para Enel un límite máximo de generación de energía eléctrica equivalente al 50% de la producción nacional total.
En 1999, con la nueva ordenación jurídica de la empresa, el 31,7% de Enel se privatizó. A la privatización siguió la cotización en bolsa; las acciones Enel se cotizaron en la Bolsa de Italia  a un precio de 4,30 euro por título; el total de la oferta fue 4,183 mil millones de acciones por un valor total de 18 mil millones de Euros.
Con la privatización y el cambio de denominación (de ENEL - Ente nazionale per l'energia elettrica, a Enel S.p.A.) se decidió cambiar también el logo de empresa: se adoptó el que propuso Maurizio Minoggio de UNIMARK, que combina los estilemas del sol y del árbol, con las raíces que traen a la memoria la tradición de empresa y los rayos que aluden a la multiplicación de los servicios que se ofrecen.

#### Nuevas instalaciones y energías alternativas
- En el año 2000 Enel puso en marcha el proyecto de conexión entre las redes eléctricas de Italia y Grecia por medio de la instalación de un electroducto submarino largo 160 km que conectara Otranto (Apulia) con la ciudad griega de Aetos (Peloponeso) y capaz de transportar 600 megavatio de energía de tensión continua. La realización del proyecto se concluyó en 2002, y tuvo un coste totalo de 339 millones de Euros.[181][182][183]

#### En el ámbito de lasenergías alternativas
- En 1993 Enel realizó la instalación fotovoltaica de Serre en Persano (Campania) por entonces la más grande de Europa con una potencia de 3,3 Megavatio, instalación potenciada y reactivado en 2011.[184][185][186][187]
- En 1995 se realizó la instalación de energía eólica "Acquaspruzza" en Frosolone (Molise).[188]
- En 1998 se realizó la instalación de energía eólica de Collarmele (Abruzos).[189]

#### Otras operaciones
En 1997 de una colaboración de Enel, France Telecom y Deutsche Telekom nació Wind Telecomunicazioni que empezó su actividad en la telefonía fija y móvil.

### 2000–2010: políticas ambientales e internacionalización
La década que va de 2000 a 2010 se caracterizó por algunas políticas de reducción del impacto ambiental en la producción de energía y por una progresiva internacionalización de Enel por medio de numerosas adquisiciones y fusiones.

#### Políticas ambientales
- En el año 2000 Enel firmó un acuerdo con el Ministerio del Ambiente y el Ministerio de Industria por el que se comprometía en la reducción de las emisiones de anhidrido carbónico del 13,5% antes del 2002 y del 20% antes de 2006.[198][199][200]
- En 2008 Enel constituyó Enel Green Power, sociedad que se ocupa del desarrollo y de la gestión de la producción eléctrica a partir de fuentes renovables.[201][202][203][204]

#### Adquisiciones y fusiones
- En el año 2000 Enel por medio de su filial Erga adquirió CHI Energy productor de energía renovable activa en el mercado estadounidense y canadiense; la operación tuvo un coste de 170 millones de dólares.[205][206][207]
- En 2001 Enel ganó el concurso para la adquisición de Viesgo, filial de Endesa y activa en el mercado español de la producción y distribución de energía eléctrica con una capacidad neta instalada de 2400 MW.[208][209][210][211]
- En 2002 Enel cedió Eurogen S.p.A, Elettrogen S.p.A e Interpower S.p.A. conforme a lo establecido por el Decreto Bersani.[212][213][214][215]
- En 2004 Enel fue incluida en el Dow Jones Sustainability Index, índice de bolsa que estima las prestaciones financieras de las compañías mundiales sobre la base de principios de excelencia económico-financiera y de sostenibilidad ambiental.[216][217][218]
- En 2007 Enel puso en marcha la operación de adquisición de la distribuidora eléctrica española Endesa, en un primer momento alcanzando una cuota del 67% del capital. En 2009, llega al total control de un 92,06% del capital.[219]

#### Nuevas instalaciones y energías alternativas
- En 2001 Enel puso en marcha en Brasil la construcción de una línea de transmisión de alta tensión larga 1.095 km.[220][221]
- En 2009 Enel dio vida al proyecto Archilede; el nuevo sistema de alumbrado urbano fue elegido por 1600 municipios; esta nueva tecnología de alumbrado inteligente permitió realizar un ahorro energético de casi 26 GWh/año reduciendo las emisiones de anhidrido carbónico de 18.000 ton/año.[222][223][224]
- En 2009 Enel ha inaugurado una nueva central fotovoltaica, cerca del Parque de Villa Demidoff en Pratolino (Florencia). El proyecto denominado “Diamante” preveía la puesta en funcionamiento de una instalación capaz de almacenar la energíia acumulada en las horas diurnas bajo la forma de hidrógeno con el fin de utilizar dicha energía en ausencia de sol.[225][226][227]
- En 2010 nació la central solar termodinámica Archimede de Priolo Gargallo en provincia de Siracusa (Sicilia); se trata de la primera central en el mundo que utiliza la tecnología de los sales fundidos complementada con una instalación de ciclo combinado.[228][229][230]

#### Otras operaciones
- En 2001 adquirió Infostrada de Vodafone; el coste de la operación fue equivalente a 7,25 mil millones de euros; sucesivamente Infostrada se fundió con Wind Telecomunicazioni (17 millones de clientes de telefonía fija, móvil e Internet).[231][232][233][234][235][236][237][238]
- En 2005 Enel cedió el 62,75% (el restante 37,25% lo cedió en 2006) de Wind a Weather Investments S.A.R.L. sociedad dependiente del empresario egipcio Naguib Sawiris, en aquellos años director ejecutivo del grupo Orascom.[239][240][241]

### 2010–2016
Ese período ha sido caracterizado por el nombramiento del nuevo Consejo de administración cuyos principales objetivos han sido el arreglo de las actividades al extranjero y la reducción de la deuda.

#### Actividades industriales
- En 2011 Enel inauguró en Brindisi en la Central ENEL Federico II la primera instalación guía en para la captura del anhidrido carbónico.[242][243][244][245]
- En 2011 Enel Distribuzione realizó en Molise en la zona de Isernia, la primera red inteligente, es decir una Smart grid, capaz de regular con eficiencia el flujo bidireccional de energía eléctrica producida por energías renovabiles. La inversión total por ese proyecto fue equivalente a 10 millones de euros.[246][247][248]
- En 2012 Enel y Renault, en el ámbito de la movilidad eléctrica y Smart City, colaboraron en la producción de un modelo de automóvil que permitiera indicar en tiempo real al cliente la localización de los puntos de recarga Enel más cercanos a su posición y las informaciones sobre su disponibilidad. Precedentemente, Enel colaboró también con otras casas productoras como Opel, Mercedes y Piaggio.[249][250][251][252][253]

#### Actividades societarias
- En 2012 Enel puso en venta el 5,1% de Terna (empresa) que aún poseía, y salió definitivamente da la red de alta tensión.[254]
- En 2013 Enel selló en Sochi un acuerdo por la venta del 40% de Artic Russia, una joint venture con Eni, que a su vez controlaba el 49% de SeverEnergia, por un coste de 1,8 mil millones de dólares.[255][256]
- En mayo de 2014 e destinó presidente del consejo de administración a Maria Patrizia Grieco, y a Francesco Starace se destinó director ejecutivo. Los principales objetivos perseguidos han sido el arreglo de las actividades en la península ibérica y en América Latina junto de la reducción de la deuda.[257][258][259][260][261]

#### Actividad de investigación y desarrollo
- En 2011 Enel firmó un memorándum de acuerdo con el Ayuntamiento de Roma y con la Universidad de Roma La Sapienza para la realización y la instalación de Diamante, una central fotovoltaica capaz de acumular y guardar la energía producida, poniéndola disponible también en ausencia de la luz del sol.[262][263]
- En 2011 Enel Distribuzione, sociedad que gestiona la red de distribución de Enel, y NEC Corporation alcanzaron un acuerdo de partnership estratégica con el fin de desarrollar nuevas tecnologías y soluciones en el ámbito de las Smart grid.[264][265][266]
- Entre 2012 y 2014 Enel Distribuzione y General Electric colaboraron en proyectos de investigación en el campo de la eficiencia energética y de la reducción de las emisiones de CO2.[267][268][269]
- En 2012 Enel y Huaneng Clean Energy Research Institute sellaron un memorándum de acuerdo con el fin de reforzar la cooperación en el desarrollo de tecnologías en materia de carbón limpio, energía renovable y generación distribuida.[270][271]

#### Otras operaciones
- En 2011 Enel entró a formar parte del United Nations Global Compact, la iniciativa creada por las Naciones Unidas, en tema de sostenibilidad económica, social y ambiental, que reúne empresas del mundo entero.[272]
- En 2011 Enel fue admitida en el FTSE4Good Index de la Bolsa de Londres que mide el comportamiento de las empresas en el ámbito de la sostenibilidad ambiental, en las relaciones con los stakeholder, en el respeto de los derechos humanos, en la calidad de las condiciones laborales y en la lucha a la corrupción.[273][274]
- En 2011 Enel firmó un acuerdo marco de cooperación con el Programa alimentar mundial (WFP) de las Naciones Unidas, en la lucha contra el hambre en el mundo y contra los cambios climáticos. El importe del proyecto fue de 8 millones de euros y comprendía la produccióne y la distribución de estufas para la cocina de alta eficiencia, la colocación de instalaciones fotovoltaicas en las sedes logísticas de WFP y el apoyo a las intervenciones humanitarias.[275][276][277]
- En 2012 Enel confirmó su presencia en el Expo 2015 adjudicándose dos licitaciones para la realización de Smart grid, una red inteligente para optimizar la distribución de energía.[278][279]
- En 2014 y 2015 Enel fue incluida en el STOXX Global Esg Leader Index, un índice que mide los resultados de las prácticas ambientales, sociales y de gobernanza adoptadas por las empresas.[280]
- En 2015, en la Expo de Milán, Enel presentó el proyecto Powering Education, lanzado junto con The Coca Cola Company y Givewatts con el fin de aumentar el consumo de electricidad renovable en las zonas rurales de Kenia a través de la distribución de lámparas de energía solar en las escuelas[281][282]
- El 25 de mayo de 2016 Cassa Depositi e Prestiti aprobó la oferta de Enel para la compra de Metroweb por un importe de 806 millones de euros, pagados en parte en efectivo y en parte a través de una participación accionaria en la sociedad resultante de la fusión entre Enel Open Fiber y Metroweb.[283]

### 2016–2018
El periodo 2016-2018 se caracterizó por una serie de operaciones cuyo objetivo fue la digitalización e la innovación del Grupo, con especial atención a la sostenibilidad.
- En enero de 2016 Enel lanzó “Open Power”, marca que presentó la empresa con una nueva identidad visual y un nuevo logotipo. El concepto de “apertura” se convirtió en el motor de la estrategia operativa y comunicativa del Grupo.[284]
- En junio de 2016 Enel presentó Enel Open Meter, el contador inteligente 2.0 diseñado para sustituir a los contadores electrónicos de primera generación. Open Meter fue diseñado por el diseñador y arquitecto italiano Michele De Lucchi.[285]
- En julio de 2016 Enel lanzó un Innovation Hub en Tel Aviv para explorar 20 nuevas empresas y fomentar la colaboración, ofreciendo también un programa de apoyo personalizado.[286]
- En diciembre de 2016 Open Fiber completó la adquisición de Metroweb Italia por 714 millones de euros.[287]
- En marzo de 2017 Enel inauguró el Innovation Hub en la Universidad de California, Berkeley, una iniciativa para la búsqueda de nuevas empresas y el desarrollo colaborativo.[288]
- En abril de 2017, en una empresa conjunta con Dutch Infrastructure Fund, Enel lanzó el mayor proyecto de energía fotovoltaica “ready to build” en Australia.[289]
- En mayo de 2017 Enel lanzó E-solutions, una nueva línea de negocio global para explorar nuevas tecnologías y desarrollar productos innovadores y soluciones digitales.[290]
- En julio de 2017 Enel se unió a “Fórmula E” en Nueva York para el primer evento en cero emisiones en la historia del campeonato.[291]
- En septiembre de 2017 Enel ocupó el puesto 20 en la lista “Change the World” de Fortune, convirtiéndose en una de las 50 principales empresas del mundo y la única empresa italiana en tener un impacto social positivo a través de actividades comerciales.[292]
- En septiembre de 2017 Enel y Enap inauguraron Cerro Pabellón, la primera planta geotérmica de Sudamérica y la primera del mundo construida a 4500 metros sobre el nivel del mar.[293]
- En octubre de 2017 Enel inauguró un Innovation Hub en Rusia en colaboración con el hub tecnológico de Skolkovo.[294]
- En el mismo mes Enel fue incluida entre la Top 20 de la World’s Best Employers List 2017 de Forbes[295]  y fue confirmada por la plataforma global sin fines de lucro CDP como líder mundial en la lucha contra el cambio climático.[296]
- En noviembre de 2017 Enel presentó E-Mobility Revolution, un plan que busca instalar 7000 estaciones de recarga para vehículos eléctricos para 2020.[297]
- En noviembre de 2017 Enel presentó el plan estratégico 2018-2020, caracterizado por un enfoque en la digitalización y nuevas ofertas a los clientes.[298]
- En diciembre de 2017, Enel y Audi firmaron un acuerdo para desarrollar servicios de movilidad eléctrica.[299]
- En el mismo mes, el Grupo lanzó Enel X, marca dedicada al desarrollo de productos innovadores y soluciones digitales en áreas donde la energía muestra el mayor potencial de transformación.[300]
- En enero de 2018, Enel lanzó un nuevo bono verde en Europa. La emisión ascendió a un total de 1250 millones de euros.[301]
- En enero de 2018 Enel fue confirmada en el ECPI Sustainability Index por décima vez.[302]
- En febrero de 2018 Enel recibió el premio Ethical Boardroom Corporate Governance 2018 por sus estándares de sostenibilidad y gobierno corporativo.[303]
- En febrero de 2018 Enel se convirtió en patrocinador oficial de la FIM MotoE World Cup, así como en Sustainable Power Partner de MotoGP.[304]
- En marzo de 2018 invirtió $170 millones en la construcción de la planta solar fotovoltaica más grande de Perú.[305]
- En mayo de 2018 Enel se convirtió en socio del proyecto Osmose para el desarrollo de sistemas y servicios integrados en la industria de las energías renovables.[306]
- En el mismo mes, la compañía inauguró Global Thermal Generation Innovation Hub&Lab en Pisa para el desarrollo de tecnologías innovadoras para la generación térmica.[307]
- En mayo de 2018, con una oferta pública de adquisición, Enel adquirió Eletropaulo.[308]

### 2019–presente
- En cuanto al período 2019-2020, a finales de marzo de 2019 Enel se convirtió en la empresa con mayor capitalización en la Bolsa de Italia, con una capitalización de más de 67000 millones de euros. El 23 de septiembre del mismo año, la empresa fue incluida en el índice STOXX Europe 50.[309]
- En 2019, el consejero delegado de Enel Francesco Starace recibió el premio “Manager Utility Energia 2019” de la revista italiana “Management delle Utilities e delle Infrastrutture (MUI)”.[310]
- En abril de 2022 nació Enel X Way, la nueva línea de negocio del Grupo que tiene como objetivo acelerar el desarrollo de la movilidad eléctrica y combinar descarbonización, digitalización y electrificación. La iniciativa fue presentada por la CEO Elisabetta Ripa en el Gran Premio de Fórmula E de Roma.[311][312][313]
- Enel también está presente a través de 3Sun en la Gigafactory de Catania, para la cual, en abril de 2022, se firmó un acuerdo con la Comisión Europea para la concesión de una financiación no reembolsable en el marco de la primera convocatoria del Fondo de Innovación de la UE para proyectos a gran escala. El objetivo es apoyar el desarrollo del proyecto TANGO (iTaliAN pv Giga factOry), que contempla la construcción de una planta industrial para la producción de módulos fotovoltaicos avanzados, sostenibles y de alta eficiencia en la Gigafactory de Catania. La expansión permitirá multiplicar por quince la capacidad de producción, pasando de 200 MW a 3 GW al año.[314]
- En junio de 2022, Enel completó su salida del mercado ruso mediante la firma de dos acuerdos para la venta de su participación en el capital de PJSC Enel Russia. En concreto, se celebró un contrato de compraventa con PJSC Lukoil y otro con el Closed Combined Mutual Investment Fund “Gazprombank-Frezia”. La participación transferida, equivalente al 56,43% del capital social de Enel Russia, fue vendida por un importe aproximado de 137 millones de euros. Con esta operación, Enel finalizó la desinversión total de sus activos de generación eléctrica en Rusia (unos 5,6 GW de capacidad convencional y cerca de 300 MW en proyectos eólicos en distintas fases de desarrollo).[315][316]
- El 10 de mayo de 2023, la junta general de accionistas de Enel aprobó el nombramiento de Paolo Scaroni como Presidente del Consejo de Administración, con un apoyo equivalente al 97,2480% del capital con derecho a voto.[317][318]
- El 12 de mayo de 2023 se celebró la primera reunión del nuevo Consejo de Administración presidido por Paolo Scaroni. En dicha sesión, el Consejo designó a Flavio Cattaneo como Consejero Delegado y director general.[319]
- El 25 de octubre de 2023, a través de Enel Green Power, Enel formalizó la venta de sus operaciones en Rumanía a la empresa griega Public Power Corporation S.A. La transacción se llevó a cabo conforme al acuerdo de compraventa firmado el 9 de marzo de 2023.[320][321]
- En mayo de 2024, Enel anunció la finalización de la venta a Niagara Energy de sus participaciones en las empresas de generación eléctrica Enel Generación Perú y Compañía Energética Veracruz. La operación fue realizada a través de Enel Perú, sociedad controlada por Enel mediante la cotizada chilena Enel Américas.[322][323] Al mes siguiente, también se concluyó la venta del 100% de la participación en las empresas Enel Distribución Perú y Enel X Perú. Esta última operación se realizó con North Lima Power Grid Holding, controlada por China Southern Power Grid International (HK) Co.[324]
- En septiembre de 2023, Enel transfirió el 50% de su participación en Enel Green Power Australia a la compañía INPEX, dando inicio a una gestión compartida de la empresa.[325]
- En diciembre de 2023, Enel, a través de Enel Green Power, completó la venta del 50% de su filial Enel Green Power Hellas a Macquarie Asset Management. La operación dio lugar a la creación de una empresa conjunta entre ambas entidades para la gestión compartida del portafolio actual de plantas de generación con fuentes renovables de Enel Green Power Hellas, con el objetivo de continuar su desarrollo.[326]
- En diciembre de 2024 se constituyó Potentia Energy, una nueva entidad gestionada conjuntamente por Enel Green Power e INPEX, con el objetivo de fomentar el desarrollo de proyectos vinculados a las energías renovables. El plan de desarrollo incluye más de 7 GW de capacidad en proyectos eólicos, solares, sistemas de almacenamiento y soluciones híbridas.[327]

## Actividades
Enel, cotizada en la Bolsa de Milán a partir de 1999 y con sede principal en Roma, forma parte de un grupo de empresas que se ocupa de la producción y de la distribución de energía eléctrica y de gas en 28 países en Europa, América del Norte, América del Sur, Asia y África.
El grupo emplea sobre 60.000 encargados, tiene más de 55 millones de clientes en el mundo y una capacidad neta instalada equivalente a 81 GW, es primero en Europa por número de clientes y segundo, después de EdF, por capacidad.

### Generación de energía eléctrica
La generación de energía eléctrica se realiza por diversas fuentes de energía como la geotérmica, eólica, fotovoltaica, hidroeléctrica, termoeléctrica, nuclear. En 2024 el grupo Enel produjo en total 197 mil millones de kWh de electricidad, distribuyó en sus propias redes 481,2 mil millones de kWh y vendió 273,5 mil millones de kWh. Desde finales de 2008 la generación de energía eléctrica por medio de fuentes renovables es ejecutada por la filial Enel Green Power.

### Investigación y desarrollo
Enel desempeña además actividades de investigación y desarrollo en el ámbito de la producción y de la transmisióne de energía eléctrica, como:
- el planeamiento y la realización de "centrales híbridas" que prevén el uso combinado de diversas fuentes o de tecnologías para la conservación de energía con el fin de incrementar la eficiencia de las instalaciones, en algunos proyectos junto con Enea.[346][347][348]
- el desarrollo de las redes inteligentes Smart grid capaces de incrementar la eficiencia y la sostenibilidad en la distribución de energía eléctrica, con el apoyo de la Comunidad europea.[349][350]

### Mercado italiano
En Italia, Enel actúa en el campo:
- de la producción de energía eléctrica, por medio de Enel Produzione,[351]  y de fuentes renovables, por medio de Enel Green Power.[352]
- del suministro de energía eléctrica por medio de Enel Energía[353]
- de la distribución y de la transformación de energía eléctrica y del mantenimiento de las instalaciones por medio de Enel Distribuzione.[354]
- de la gestión del servicio de mayor tutela, por medio de Enel Servizio Elettrico, es decir el suministro de energía a precios establecidos por el Tribunal de la energía eléctrica y del gas en las áreas donde Enel Distribuzione es entidad concesionaria del servicio.[355]
- del alumbrado público y artístico por medio de Enel Sole.[356]

Después de la liberalización del mercado, Enel non puede producir más del 50% de la energía eléctrica producida en el territorio nacional y tiene la obligación, como todas las empresas productoras, de conectar a la red eléctrica a quienquiera que lo pida (servicio universal), según rezan las normativas europeas. En general Enel está sometida a la supervisión y a las decisiones del Tribunal de la energía eléctrica y del gas.

## Actividad internacional

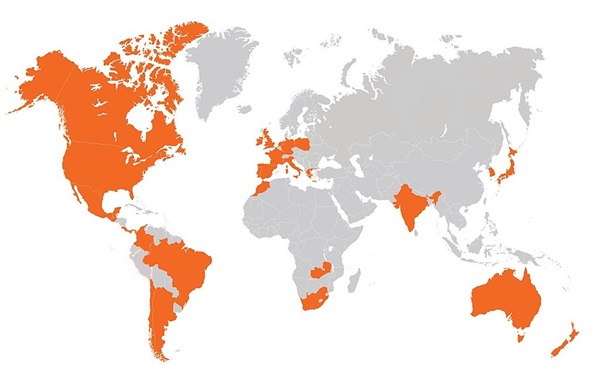
Presencia del grupo Enel en el mundo

A nivel global el grupo Enel, por medio de sus filiales, cubre las siguientes áreas y actividades:
- producción, distribución y venta de energía eléctrica y gas en la península ibérica, en América Latina y en Marruecos, por medio de Enel Iberoamérica y de las filiales Endesa y Enersis[360][361]
- generación de energía eléctrica de fuentes renovables a nivel global (América del Norte,  América del Sur, África, Europa y Asia) por medio de Enel Green Power.[362][363]
- actúa en el sector del gas y está presente en el Norte de África, en Egipto.[364][365]
- desempeña actividades financieras de colecta de fondos en los mercados, empleándolos en operaciones de inversión por medio de sus filiales Enel Investments, Enel Finance International y International Endesa (empresas situadas en los Países Bajos).[366]

Enel está organizada en 4 divisiones:[cita requerida]
- Enel Green Power and Thermal Generation: se ocupa de la generación de energía eléctrica.
- Global Infrastructure and Network: cubre las infraestructuras de transporte y distribución de energía.
- Global Energy and Commodity Management:  proporciona a las sociedades del grupo Enel y a los clientes terceros los productos utilizados en la carga de centrales termoeléctricas y los servicios de optimización de la producción de energía y de distribución.[367]
- Enel X Global Retail: se ocupa de la provisión de servicios de valor agregado.

Enel está presente en Europa (Italia, Portugal, Francia, Grecia, Alemania, Polonia, Holanda, Reino Unido, Irlanda y España), en América del Norte (Canadá y Estados Unidos) en América Latina (Argentina, Brasil, Chile, Colombia, Costa Rica, Guatemala, México, Panamá) en África (Marruecos, Sudáfrica y Zambia), en Asia (India, Japón, Corea del Sur) y en Oceanía (Australia, Nueva Zelanda). 

### Europa

#### Bélgica
En Bélgica Enel produce energía eléctrica por medio de la instalación de Marcinelle Energie por una capacidad total de 406 MW.
La planta se vendió a finales de 2016 a la empresa francesa Direct Enegie S.A.

#### Bulgaria
En Bulgaria Enel estaba presente por medio de Enel Green Power con dos instalaciones eólicas adquiridas en 2008 y cuya capacidad fue doblada en 2010, por un total de 40 MW. Las instalaciones se encuentran en Kamen Bryag y Shabla en el noreste del país a lo largo de la costa del Mar Negro.
En 2020 Enel vendió su parque eólico en Bulgaria a MET Group, dejando definitivamente el mercado búlgaro.

#### Chipre
En Chipre Enel participa por medio de Enel Trade con una participación del 12,5 % en un consorcio para la exploración y la producción de gas en el campo de Leviathan entre Chipre, Israel y Líbano.

#### Francia
En Francia Enel actúa en el trading de energía eléctrica con una participación del 5 % de la bolsa eléctrica francesa Powernext.

#### Grecia
En Grecia Enel dispone de centrales hidroeléctricas (19 MW), fotovoltaicas (178 MW) y eólicas (369 MW) por un total de 566 MW.

#### Países Bajos
En los Países Bajos Enel está presente con diversas sociedades financieras (Enel Finance International N.V., Enel Investment Holding B.V., International Endesa B.V.) para la colecta de fondos en los mercados por medio de obligaciones u otras formas de financiación e inversión en actividades de producción y de distribución de energía eléctrica. Además Enel está presente por medio de Endesa Energía S.A. en la venta de gas y de electricidad a grandes clientes.

#### Rumanía
En el pasado, Enel contaba en Rumanía con más de 2,8 millones de clientes gracias a cuotas de participación mayoritaria en sociedades de distribución de energía eléctrica en la Muntenia del Sue, Bucarest inclusive, en el Banato y en la Dobrugia. El 25 de octubre de 2023, por medio de Enel Green Power, anunció la venta de sus participaciones en Rumanía a la empresa griega Public Power Corporation S.A., según lo estipulado en el acuerdo de venta firmado el 9 de marzo de 2023.

#### Rusia
En Rusia Enel era parte activa en diversos sectores:
- por medio de Enel Rusia, produjo energía eléctrica por centrales termoeléctricas con una capacidad total de 8.878 MW.[389]
- en la venta de electricidad, por RusEnergoSbyt.

En marzo de 2022, Enel anunció que pondrá fin a sus actividades en Rusia., finalizando su salida en octubre de 2022

#### Eslovaquia
En Eslovaquia por el 66 % de Slovenské Elektrárne, adquirido en 2006, Enel produce energía eléctrica por un total de 5700 MW de la energía nuclear, termoeléctrica e hidroeléctrica.
En 2015 vendió toda la inversión a EP Eslovaquia por una contraprestación de € 750 millones.

#### España y Portugal
En España y en Portugal Enel es el principal operador por la participación en Endesa con una generación de energía eléctrica total equivalente a 21 449 MW (cuyos 10131 MW renovables) y más de 10 millones de clientes en el mercado eléctrico y 2 millones en el mercado del gas.

### América del Norte

#### Estados Unidos y Canadá
En Estados Unidos y en Canadá Enel produce energía hidroeléctrica, geotérmica, eólica, solar y a biomasas por una capacidad total de 10163 MW (9800 MW en EU y 363 MW en Canadá).

#### México
Enel está presente en México desde 2007. Por medio de Enel Green Power produce energía por 1164 MW procedente de energía eólica (893 MW) y de energía hidroeléctrica (52 MW).

### América Central

#### América Latina Enel
En América Latina, Enel es el segundo mayor productor de electricidad fotovoltaica en 2014.

#### Costa Rica
Por medio de Enel de Costa Rica, S.A, en Costa Rica Enel produce energía eléctrica por un total de 81 MW de energía hidroeléctrica.

#### Guatemala
En Guatemala Enel produce energía eléctrica por 162 MW procedente por entero de energía hidroeléctrica.

#### Panamá
En Panamá, por medio de Enel Fortuna, Enel produce energía con una capacidad total de 462 MW, equivalente al 23% de las necesidades nacionales panameñas en 2014.

### América del Sur
En América Latina  Enel fue en 2014 el segundo productor de energía eléctrica procedente del fotovoltaico.

#### Argentina
En Argentina Enel produce energía eléctrica con una capacidad total de 1328 MW, por medio de las filiales de Endesa Costanera, Hidroeléctrica El Chocón. En 2023 la compañía estatal YPF le compró la central Dock Sud.
 Por medio de EDESUR Enel distribuye energía eléctrica a más de 2,7 millones de clientes.

#### Brasil
En Brasil Enel produce energía eléctrica por medio de las filiales Enel Geração Fortaleza y Enel Green Power Brasil por una capacidad total de 6622 MW. Además Enel actúa en la transmisión de energía eléctrica por medio de Enel CIEN y en la distribución con:
- Enel Distribución São Paulo, en el Estado y ciudad de São Paulo.

- Enel Distribución Rio, que cubre el Estado de Río de Janeiro.
- Enel Distribución Ceará, en el Estado de Cearà.
- Enel Distribuicón Goiás, en el Estado de Goiás. Enel vendió la empresa distribuidora de energía en septiembre de 2022.[419]

#### Chile
En Chile Enel produce electricidad por 8680 MW. El 77% proviene de energías renovables, mientras que el 23% de centrales térmicas. Enel distribuye energía eléctrica a más de 2 millones de clientes, incluyendo la filial Enel Colina, lo que la convierte en la más grande del país.

#### Colombia
En Colombia Enel produce energía eléctrica por una capacidad de 4205 MW. Se desarrollan proyectos de energías alternativas. Distribuye energía a más de 4 millones de clientes, siendo la comercializadora de energía con mayor cubrimiento en el país.

#### Perú
En Perú Enel produce energía eléctrica por una capacidad total de 319 MW.  Desde 2011 trabaja para el desarrollo de las energías alternativas en el país, consiguiendo diversas licencias para instalaciones de generación de energía eléctrica. En mayo de 2024, Enel oficializó la finalización de la venta de sus filiales peruanas Enel Generación Perú y Compañía Energética Veracruz a la empresa canadiense Niagara Energy, en una operación valorada en un total de 1.300 millones de dólares.

#### Uruguay
En Uruguay Enel está realizando una instalación de energía eólica por 50 MW. En diciembre de 2018, a través de Enel Green Power, Enel anunció la culminación del acuerdo con Atlantica Yield para la venta de la totalidad de su participación en Enel Green Power Uruguay S.A. Esta última, mediante la sociedad vehículo Estrellada S.A., es propietaria del parque eólico Melowind, ubicado en Cerro Largo y con una capacidad de 50 MW.

### África

#### Egipto
En Egipto Enel tiene el 10% de la licencia de exploración de gas en el área de El Burullus.

#### Marruecos
En Marruecos Enel produce energía eléctrica por medio de tres plantas con una capacidad de 808 MW. A EGP se le asignaron preasignaciones de cinco proyectos eólicos en Marruecos por un total de 850 MW, junto con el grupo alemán Siemens y la compañía local NAREVA

#### Sudáfrica
En Sudáfrica Enel está presente por medio de Enel Green Power que ha puesto en marcha una central eólica por 934 MW y 330 MW solar.

## Filiales

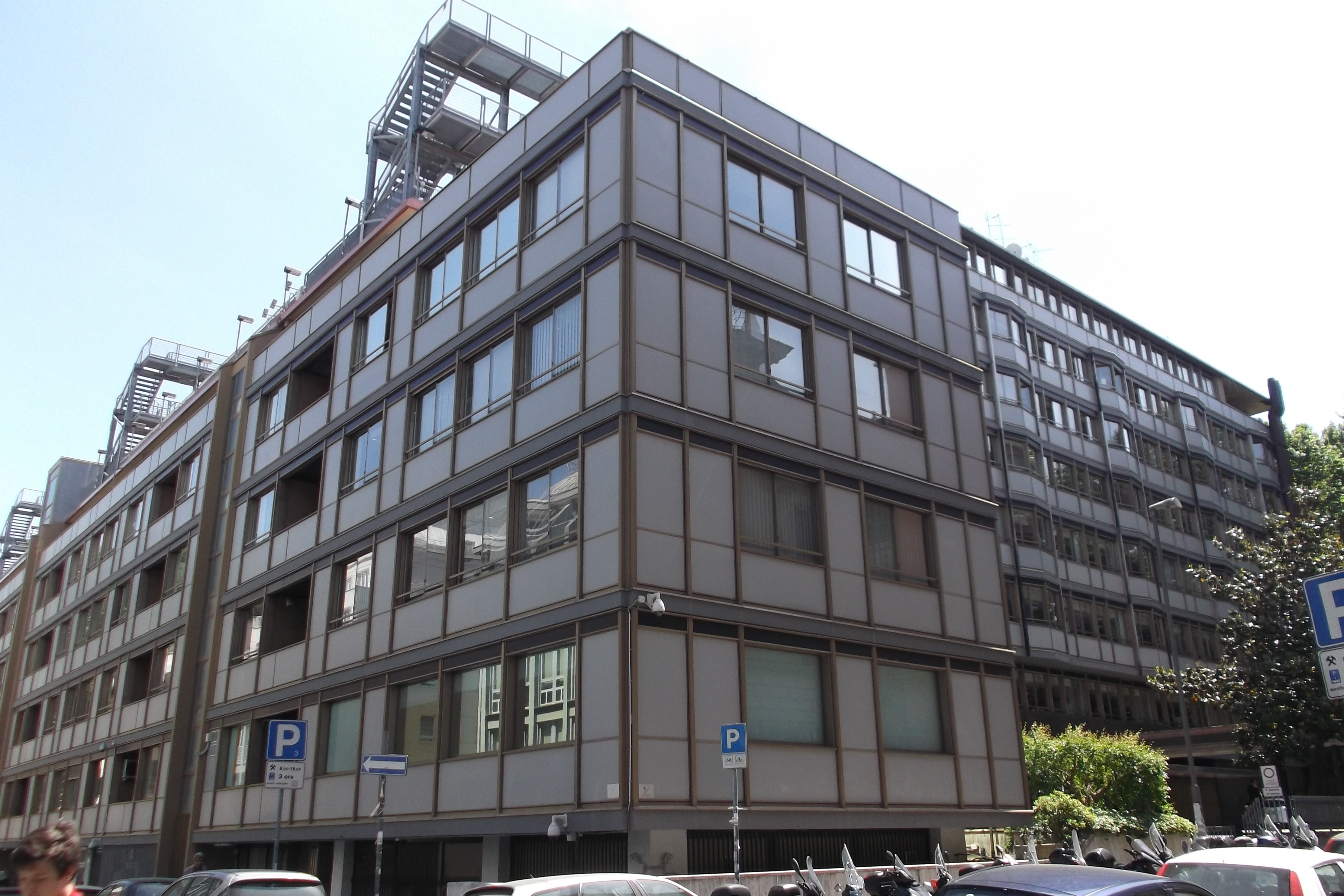
Sede central en Roma

En Enel posee las siguientes empresas activas en la producción y venta de energía eléctrica:
- la totalidad de Enel Produzione y, por medio de Enel Produzione:
- el 51 % de ENergy Hydro Piave.
- la totalidad de Enel Servizio Elettrico que se ocupa de la venta de energía eléctrica en el mercado regulado.[452]
- la totalidad de Enel Energía que se ocupa de la venta de energía eléctrica en el mercado libre y de la venta de gas natural a los clientes finales. Esta última posee el 100% de Enel.si, empresa que ofrece soluciones procedentes de energías renovables a los clientes finales y gestiona los "Puntos Enel Green Power" en franchising.[453]
- Todo el capital social de Enel Green Power en el ámbito de la generación de energía eléctrica procedente de energías renovables.
- De las infraestructuras y de las redes, Enel posee el:[462][467]
- 100 % de Enel Distribuzione, para la distribución de energía eléctrica.
- 100 % de Enel Sole, que se ocupa del alumbrado público y artístico.

Para el trading en los mercados internacionales y, además del suministro y de la venta de productos energéticos y de gas, Enel posee el 100 % de Enel Trade, que a su vez tiene el 100% de Enel Trade Rumanía, Enel Trade Croacia y de Enel Trade Serbia.
Además, por medio de Enel Trade, Enel posee la totalidad de Nuove Energie, empresas especializada en la construcción de instalaciones de regasificación.

### Europa
En Bélgica Enel posee, por medio de Enel Investment Holding, el 100 % de Marcinelle Energie, propietaria de la homónima central eléctrica, adquirida en 2008 por Duferco Diversification. En 2013 se firmó una carta de intenciones para la cesión de la sociedad en Gazprom.
En Francia Enel posee el 5% de la bolsa eléctrica francesa Powernext.
En España, después de la colocación de títulos en noviembre de 2014, Enel tiene, por medio de la sociedad Enel Iberia Srl (antes conocida como Enel Energy Europe), el 70,1% de Endesa, adquirida en 2009 con una participación del 92,06%. La adquisición le valió a Enel en 2009 el premio Platts Global Energy Awards de Deal of the Year.
En Rusia Enel estaba presente desde 2004:
- posee el 56,4% de Enel Rusia (en origen OGK-5) por medio de Enel Investment Holding BV.[388][465][466][467][468]
- desde 2008, posee el 49,5% de RusEnergoSbyt, suministrador de energía eléctrica.[469]

En 2013 Rosneft, por medio de NGK Itera, compró la participación del 40% de Enel en Arctic Russia BV que a su vez poseía el 19,6% en SeverEnergia.
En marzo de 2022, Enel anunció que pondrá fin a sus actividades en Rusia., finalizando su salida en octubre de 2022

### América del Sur
- En Argentina Enel tiene el control de 41.0 % de Empresa Distribuidora Sur SA.[451][476]
- En Chile Enel posee, Empresa Eléctrica Panguipulli SA: control 61,9%, Enel Américas SA: control 56,80 %, Enel Distribución Chile SA: control 61,04 %, Enel Generación Chile SA: control 57,9 %, Enel Green Power Chile Ltda: control 61,9%, Enel Green Power del Sur SpA: control 61,9 %, Gas Atacama Chile SA: control 58,0 %.[477][478]
- En Perú por medio de Enel Perú SAC, Enel tenía una participación del 47,6 % de Enel Distribución Perú SAA, y del 47,5% de Enel Generación Perú.[479] En mayo de 2024, Enel oficializó la venta de sus filiales peruanas Enel Generación Perú y Compañía Energética Veracruz a la empresa canadiense Niagara Energy, en una operación por un valor total de 1.300 millones de dólares.[322]

## Datos societarios

### Principales accionistas[480]
- Ministerio de Economía y Finanzas - 23,6%
- Inversores institucionales - 56,6%
- Accionistas minoristas - 17,8%[481]

### Consejo de administración
| Presidente         | Paolo Scaroni nombrado en mayo de 2023        |
| Director Ejecutivo | Flavio Cattaneo nombrado en mayo de 2023      |
| Consejero          | Johanna Arbib nombrado en mayo de 2023        |
| Consejero          | Mario Corsi nombrado en mayo de 2023          |
| Consigliere        | Olga Cuccurullo nombrado en mayo de 2023      |
| Consejero          | Dario Frigerio nombrado en mayo de 2023       |
| Consejero          | Fiammetta Salmoni nombrado en mayo de 2023    |
| Consejero          | Alessandra Stabilini nombrado en mayo de 2023 |
| Consejero          | Alessandro Zehentner nombrado en mayo de 2023 |

### Historial de los presidentes
| Presidente             | Duración del cargo |
| ---------------------- | ------------------ |
| Vito Antonio Di Cagno  | 1963 - 1973        |
| Arnaldo Maria Angelini | 1973 - 1979        |
| Francesco Corbellini   | 1979 - 1987        |
| Franco Viezzoli        | 1987 - 1996        |
| Chicco Testa           | 1996 - 2002        |
| Piero Gnudi            | 2002 - 2011        |
| Paolo Andrea Colombo   | 2011 - 2014        |
| Maria Patrizia Grieco  | 2014 - 2020        |
| Michele Crisostomo     | 2020 - 2023        |
| Paolo Scaroni          | 2023 - en curso    |

### Historial de los directores generales
| Director general       | Duración del cargo |
| ---------------------- | ------------------ |
| Arnaldo Maria Angelini | 1963 - 1973        |
| Massimo Moretti        | 1973 - 1982        |
| Alberto Negroni        | 1984 - 1992        |
| Alfonso Limbruno       | 1992 - 1995        |
| Franco Tatò            | 1996 - 2002        |
| Paolo Scaroni          | 2002 - 2005        |
| Fulvio Conti           | 2005 - 2014        |
| Francesco Starace      | 2014 - 2023        |
| Flavio Cattaneo        | 2023 - en curso    |